# Microcaecilia
Microcaecilia is een geslacht van wormsalamanders (Gymnophiona) uit de familie Siphonopidae. De groep werd voor het eerst wetenschappelijk beschreven door Edward Harrison Taylor in 1968. De groep werd lange tijd tot de familie Caeciliidae gerekend.
Er zijn zestien verschillende soorten, inclusief de pas in 2015 beschreven soort Microcaecilia butantan. Vroeger werd de soort Microcaecilia iwokramae tot het niet meer erkende geslacht Caecilita gerekend. De soorten Microcaecilia nicefori en Microcaecilia pricei werden aan het eveneens niet meer erkende geslacht Parvicaecilia toegekend. De literatuur is hier niet altijd eenduidig over.
Alle soorten komen voor in delen van Zuid-Amerika en leven in de landen Brazilië, Colombia, Ecuador, Frans-Guyana, Guyana, Suriname en Venezuela.

## Soorten
Geslacht Microcaecilia
- Soort Microcaecilia albiceps
- Soort Microcaecilia butantan
- Soort Microcaecilia dermatophaga
- Soort Microcaecilia grandis
- Soort Microcaecilia iwokramae
- Soort Microcaecilia iyob
- Soort Microcaecilia marvaleewakeae
- Soort Microcaecilia nicefori
- Soort Microcaecilia pricei
- Soort Microcaecilia rabei
- Soort Microcaecilia rochai
- Soort Microcaecilia savagei
- Soort Microcaecilia supernumeraria
- Soort Microcaecilia taylori
- Soort Microcaecilia trombetas
- Soort Microcaecilia unicolor